# Obscuriphantes pseudoobscurus
Obscuriphantes pseudoobscurus är en spindelart som först beskrevs av Marusik, Hippa och Koponen 1996.  Obscuriphantes pseudoobscurus ingår i släktet Obscuriphantes och familjen täckvävarspindlar. Inga underarter finns listade i Catalogue of Life.